# Изменение климата

Глобальные изменения климата за последние 0,5 млн лет.
Климатические индикаторы: изменение уровня океана (синий), концентрация ^{18}O в морской воде, концентрация CO_{2} в антарктическом льду. Деление временной шкалы — 20 000 лет. Пики уровня моря, концентрации CO_{2} и минимумы ^{18}O совпадают с межледниковыми температурными максимумами

Измене́ние кли́мата — колебания климата Земли в целом или отдельных её регионов с течением времени, выражающиеся в статистически достоверных отклонениях параметров погоды от многолетних значений за период времени от десятилетий до миллионов лет. Учитываются изменения как средних значений погодных параметров, так и изменения частоты экстремальных погодных явлений. Изучением изменений климата занимается наука палеоклиматология. Причиной изменения климата являются динамические процессы на Земле, внешние воздействия, такие как колебания интенсивности солнечного излучения, и, с недавних пор, деятельность человека.
Изменения в современном климате (в сторону потепления) называют глобальным потеплением.

## Проявления климатических изменений
Погода — это состояние нижних слоёв атмосферы в данное время, в данном месте. Погода является хаотичной нелинейной динамической системой. Климат — это усреднённое состояние погоды и он предсказуем. Климат включает в себя такие показатели, как средняя температура, количество осадков, количество солнечных дней и другие переменные, которые могут быть измерены в каком-либо определённом месте. Однако на Земле происходят и такие процессы, которые могут оказывать влияние на климат.

#### Оледенения
Ледники признаны одними из самых чувствительных показателей изменения климата. Они существенно увеличиваются в размерах во время охлаждения климата (так называемые «малые ледниковые периоды») и уменьшаются во время потепления климата. Ледники растут и тают из-за природных изменений и под влиянием внешних воздействий. В XX веке ледники не были способны регенерировать достаточно льда в течение зим, чтобы восстановить потери льда во время летних месяцев.
Самые значительные климатические процессы за последние несколько миллионов лет — это смена гляциальных (ледниковых эпох) и интергляциальных (межледниковий) эпох текущего ледникового периода, обусловленные изменениями орбиты и оси Земли. Изменение состояния континентальных льдов и колебания уровня моря в пределах 130 метров являются в большинстве регионов ключевыми следствиями изменения климата.

#### Изменчивость мирового океана
В масштабе десятилетий климатические изменения могут быть результатом взаимодействия атмосферы и мирового океана. Многие флуктуации климата, включая южную осцилляцию Эль-Ниньо, а также североатлантическую и арктическую осцилляции, происходят отчасти благодаря возможности мирового океана аккумулировать тепловую энергию и перемещению этой энергии в различные части океана. В более длительном масштабе в океанах происходит термохалинная циркуляция, которая играет ключевую роль в перераспределении тепла и может значительно влиять на климат.

#### Климатическая память
В более общем аспекте изменчивость климатической системы является формой гистерезиса, то есть это значит, что настоящее состояние климата является не только следствием влияния определённых факторов, но также и всей историей его состояния. Например, за десять лет засухи озёра частично высыхают, растения погибают, и площадь пустынь увеличивается. Эти условия вызывают, в свою очередь, менее обильные дожди в последующие за засухой годы. Таким образом, изменение климата является саморегулирующимся процессом, поскольку окружающая среда реагирует определённым образом на внешние воздействия, и, изменяясь, сама способна воздействовать на климат.

## Факторы изменения климата
Изменения климата обусловлены переменами в земной атмосфере, процессами, происходящими в других частях Земли, таких как океаны, ледники, а также, уже в наше время, эффектами, сопутствующими деятельности человека. Внешние процессы, формирующие климат, — это изменения солнечной радиации и орбиты Земли.
- изменение размеров, рельефа и взаимного расположения материков и океанов,
- изменение светимости Солнца,
- изменения параметров орбиты и оси Земли,
- изменение прозрачности и состава атмосферы, в том числе изменение концентрации парниковых газов (СО2 и CH4),
- изменение отражательной способности поверхности Земли (альбедо),
- изменение количества тепла, имеющегося в глубинах океана,[источник не указан 4089 дней]

### Неантропогенные факторы и их влияние на изменение климата

#### Тектоника литосферы
На протяжении длительных отрезков времени тектонические движения плит перемещают континенты, формируют океаны, создают и разрушают горные хребты, то есть создают поверхность, на которой существует климат. Недавние исследования показывают, что тектонические движения усугубили условия последнего ледникового периода: около 3 млн лет назад северо- и южноамериканская плиты столкнулись, образовав Панамский перешеек и закрыв пути для прямого смешивания вод Атлантического и Тихого океанов.

#### Солнечное излучение

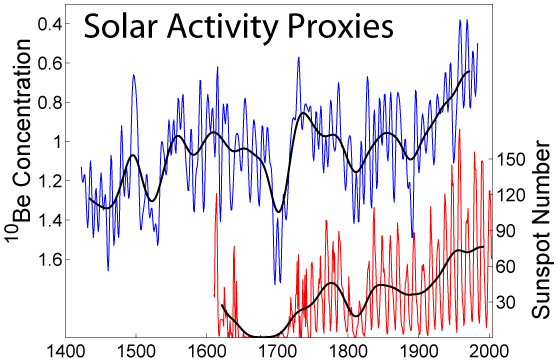
Изменение солнечной активности на протяжении последних нескольких столетий

Солнце является основным источником тепла в климатической системе. Солнечная энергия, превращённая на поверхности Земли в тепло, является неотъемлемой составляющей, формирующей земной климат. Если рассматривать длительный период времени, то в этих рамках Солнце становится ярче и выделяет больше энергии, так как развивается согласно главной последовательности. Это медленное развитие влияет и на земную атмосферу. Считается, что на ранних этапах истории Земли Солнце было слишком холодным для того, чтобы вода на поверхности Земли была жидкой, что привело к так называемому «парадоксу слабого молодого Солнца».
На более коротких временных отрезках также наблюдаются изменения солнечной активности: 11-летний солнечный цикл и более длительные вековые и тысячелетние модуляции. Однако 11-летний цикл возникновения и исчезновения солнечных пятен не отслеживается явно в климатологических данных. Изменение солнечной активности считается важным фактором наступления малого ледникового периода, а также некоторых потеплений, наблюдаемых между 1900 и 1950 годами. Циклическая природа солнечной активности ещё не до конца изучена; она отличается от тех медленных изменений, которые сопутствуют развитию и старению Солнца.

#### Циклы Миланковича
В ходе своей истории планета Земля регулярно изменяет эксцентриситет своей орбиты, а также направление и угол наклона своей оси, что приводит к перераспределению солнечного излучения на поверхности Земли. Эти изменения принято называть «циклы Миланковича», они предсказуемы с высокой точностью. Различают 4 цикла Миланковича:
1. Прецессия — поворот земной оси под влиянием притяжения Луны, а также (в меньшей степени) Солнца. Как выяснил Ньютон в своих «Началах», сплюснутость Земли у полюсов приводит к тому, что притяжение внешних тел поворачивает земную ось, которая описывает конус с периодом (по современным данным) примерно 25 776 лет, в результате которого меняется сезонная амплитуда интенсивности солнечного потока на северном и южном полушариях Земли;
2. Нутация — долгопериодические (так называемые вековые) колебания угла наклона земной оси к плоскости её орбиты с периодом около 41 000 лет;
3. Долгопериодические колебания эксцентриситета орбиты Земли с периодом около 93 000 лет;
4. Перемещение перигелия орбиты Земли и восходящего узла орбиты с периодом соответственно 10 и 26 тысяч лет.

Поскольку описанные эффекты являются периодическими с некратным периодом, регулярно возникают достаточно продолжительные эпохи, когда они оказывают кумулятивное влияние, усиливая друг друга. Они считаются главными причинами чередования гляциальных и интергляциальных циклов последнего ледникового периода, в том числе объясняют Климатический оптимум голоцена. Результатом прецессии земной орбиты являются и менее масштабные изменения, такие как периодическое увеличение и уменьшение площади пустыни Сахара.

#### Вулканизм
Одно сильное извержение вулкана способно повлиять на климат, вызвав похолодание длительностью несколько лет. Например, извержение вулкана Пинатубо в 1991 году существенно повлияло на климат. Гигантские извержения, формирующие крупнейшие магматические провинции, случаются всего несколько раз в сто миллионов лет, но они влияют на климат в течение миллионов лет и являются причиной вымирания видов. Первоначально предполагалось, что причиной похолодания является выброшенная в атмосферу вулканическая пыль, поскольку она препятствует достигнуть поверхности Земли солнечному излучению. Однако измерения показывают, что большая часть пыли оседает на поверхности Земли в течение шести месяцев.
Вулканы являются также частью геохимического цикла углерода. На протяжении многих геологических периодов диоксид углерода высвобождался из недр Земли в атмосферу, нейтрализуя тем самым количество СО2, изъятого из атмосферы и связанного осадочными породами и другими геологическими поглотителями СО2.

### Антропогенное воздействие на изменение климата
Антропогенные факторы включают в себя деятельность человека, которая изменяет окружающую среду и влияет на климат. В некоторых случаях причинно-следственная связь прямая и недвусмысленная, как, например, при влиянии орошения на температуру и влажность, в других случаях эта связь менее очевидна. Различные гипотезы влияния человека на климат обсуждались на протяжении многих лет. В конце XIX века в западной части США и Австралии была, например, популярна теория «дождь идёт за плугом» (англ. rain follows the plow).
Главными проблемами сегодня являются: растущая из-за сжигания топлива концентрация СО2 в атмосфере, аэрозоли в атмосфере, влияющие на её охлаждение, и цементная промышленность. Другие факторы, такие как землепользование, уменьшение озонового слоя, животноводство и вырубка лесов, также влияют на климат.
На территории России среднегодовая температура растёт быстрее в 2,5-2,8 раза, чем в среднем на планете. Наиболее быстро «нагревается» территория Крайнего севера, в частности полуостров Таймыр. В 2020 году Россия вышла на третье место в общем объёме выбросов углекислого газа.

### Взаимодействие факторов
Извержения вулканов, оледенения, дрейф континентов и смещение полюсов Земли — мощные природные процессы, влияющие на климат Земли. В масштабе нескольких лет вулканы могут играть главную роль. В результате извержения вулкана Пинатубо в 1991 году на Филиппинах на высоту 35 км было заброшено столько пепла, что средний уровень солнечной радиации снизился на 2,5 Вт/м². Однако эти изменения не являются долгосрочными, частицы относительно быстро оседают вниз. В масштабе тысячелетий определяющим климат процессом будет, вероятно, медленное движение от одного ледникового периода к следующему.
В масштабе нескольких столетий на 2005 год по сравнению с 1750 годом имеется комбинация разнонаправленных факторов, каждый из которых значительно слабее, чем результат роста концентрации в атмосфере парниковых газов, оцениваемый как прогрев на 2,4-3,0 Вт/м². Влияние человека составляет менее 1 % от общего радиационного баланса, а антропогенное усиление естественного парникового эффекта — примерно 2 %, с 33 до 33,7 градусов Цельсия. Таким образом, средняя температура воздуха у поверхности Земли увеличилась с доиндустриальной эпохи (примерно с 1750 года) на 0,7 °С

## Цикличность изменений климата

### 35-45 летние циклы изменений климата
Чередование прохладно-влажных и тепло-сухих периодов в интервале 35-45 лет, гипотеза выдвинута ещё в конце XIX века немецким учёным Э. А. Брикнером и русским учёным А. И. Воейковым. Впоследствии эти научные положения были существенно развиты А. В. Шнитниковым в виде стройной теории о внутривековой и многовековой изменчивости климата и общей увлажнённости материков Северного полушария. В основу системы доказательств положены факты о характере изменения горного оледенения Евразии и Северной Америки, уровней наполнения внутренних водоёмов, в том числе Каспийского моря, уровня Мирового океана, изменчивость ледовой обстановки в Арктике, исторические сведения о климате.

## Влияние изменений климата на биоту и экосистемы
Климатические изменения оказывают значимое влияние на биоту и экосистемы. Среди таких эффектов можно выделить: сдвиги ареалов животных и смещение границ лесной растительности в меридиональном направлении и по высоте в горах, а также изменение площади зон вечной мерзлоты.
По мнению американского биолога Роба Данна, к 2080 году сотни миллионов видов, чтобы выжить, будут вынуждены мигрировать в новые регионы и даже на новые континенты.